# Regina Naunheim
Regina Naunheim (ur. 2 marca 1984 w Schwyz) – szwajcarska wioślarka.

## Osiągnięcia
- Mistrzostwa Świata Juniorów – Troki 2004 – dwójka podwójna – 10. miejsce[1].
- Mistrzostwa Świata U-23 – Amsterdam 2006 – jedynka – 7. miejsce[1].
- Mistrzostwa Świata – Monachium 2007 – jedynka – 23. miejsce[1].
- Mistrzostwa Europy – Ateny 2008 – jedynka – 3. miejsce[1].
- Mistrzostwa Europy – Brześć 2009 – jedynka – 5. miejsce[1].
- Mistrzostwa Europy – Montemor-o-Velho 2010 – czwórka podwójna – 3. miejsce[1].